# Roșiești
Roșiești – wieś w Rumunii, w okręgu Vaslui, w gminie Roșiești. W 2011 roku liczyła 1140 mieszkańców.